# Chaetocercus berlepschi
El colibrí de Esmeraldas, coqueta menudísima o estrellita esmeraldeña (Chaetocercus berlepschi), es una especie de ave apodiforme de la familia Trochilidae —los colibríes— perteneciente al género Chaetocercus. Es endémico del oeste de Ecuador.  

## Distribución y hábitat
Se encuentra solamente en el oeste de Ecuador; los límites más meridionales conocidos de su área de distribución son los ríos Valdivia y California, Bosque Protector Loma Alta, en la provincia de Santa Elena. El límite más septentrional está al norte de la ciudad de Esmeraldas en la provincia de Esmeraldas.
El hábitat de esta especie son los bosques siempreverdes premontanos y montanos desde el nivel del mar hasta los 750 m de altitud. Es estacionalmente común y local en hábitats ribereños y bosques secundarios alterados o parcialmente alterados.

## Estado de conservación
El colibrí de Esmeraldas ha sido calificado como «vulnerable» por la Unión Internacional para la Conservación de la Naturaleza (IUCN) debido a que su pequeña y fragmentada zona de distribución y su población, estimada en 1000 a 2700 individuos maduros, se presumen estar en decadencia como resultado de la continua pérdida y degradación de su hábitat. Agravado por las amenazas emergentes del cambio climático. Hasta el año 2020 era calificada como «amenazada de extinción», pero la población es mayor de lo que se suponía.
Los investigadores determinaron recientemente once nuevas localidades de la especie y recogieron los primeros ejemplares hembra.

## Sistemática

### Descripción original
La especie C. berlepschi fue descrita por primera vez por el zoólogo francés Eugène Simon en 1889 bajo el mismo nombre científico; su localidad tipo es: «Ecuador».

### Etimología
El nombre genérico masculino «Chaetocercus» se compone de las palabras del griego «khaitē» que significa ‘cabello’, y «kerkos» que significa ‘cola’; y el nombre de la especie «berlepschi», conmemora al ornitólogo alemán Hans von Berlepsch (1850-1915).

### Taxonomía
Ya fue colocada en el género Acestrura junto con C. mulsant, C. heliodor, C. astreans y C. bombus, pero ninguna evidencia en la morfología externa justifica el tratamiento en un género separado de C. jourdanii. Es monotípica.